# 샤를 드 케텔라에
샤를 드 케텔라에(Charles De Ketelaere, 2001년 3월 10일 ~ )는 벨기에의 축구 선수로 포지션은 공격수이다. 현재 이탈리아 세리에 A의 아탈란타 소속이다.

## 국가대표 경력
- 2022 FIFA 월드컵
- 2024 UEFA 유로

## 출전 통계
| 클럽          | 시즌    | 출전 | 득점 | 도움 |
| ------------- | ------- | ---- | ---- | ---- |
| 클뤼프 브뤼헤 | 2019-20 | 25   | 2    | 3    |
| 클뤼프 브뤼헤 | 2020-21 | 46   | 6    | 8    |
| 클뤼프 브뤼헤 | 2021-22 | 49   | 18   | 10   |
| 밀란          | 2022-23 | 40   | 0    | 1    |
| 아탈란타      | 2023-24 | 50   | 14   | 12   |
| 아탈란타      | 2024-25 | 27   | 10   | 9    |

## 수상

### 클럽

#### 클뤼프 브뤼허
- 벨기에 퍼스트 디비전 A : 2019-20, 2020-21, 2021-22
- 벨기에 슈퍼컵 : 2021

#### 아탈란타 BC
- UEFA 유로파리그 : 2023-24

### 개인
- 벨기에 올해의 유망주 : 2020
- 벨기에 프로 리그 최우수 영플레이어 : 2020, 2021
- 벨기에 축구 올해의 영플레이어 : 2021-22

1. ↑  스트라이커, 처진 공격수, 공격형 미드필더